# Cantone di La Ferté-Gaucher
Il Cantone di La Ferté-Gaucher era una divisione amministrativa dell'arrondissement di Provins.
È stato soppresso a seguito della riforma complessiva dei cantoni del 2014, che è entrata in vigore con le elezioni dipartimentali del 2015.
Comprendeva i comuni di:
- Amillis
- La Chapelle-Moutils
- Chartronges
- Chevru
- Choisy-en-Brie
- Dagny
- La Ferté-Gaucher
- Jouy-sur-Morin
- Lescherolles
- Leudon-en-Brie
- Marolles-en-Brie
- Meilleray
- Montolivet
- Saint-Barthélemy
- Saint-Mars-Vieux-Maisons
- Saint-Martin-des-Champs
- Saint-Rémy-la-Vanne
- Saint-Siméon